# Principe d'Abbe
Pour les articles homonymes, voir Abbe.

Illustration de deux vecteurs colinéaires et

Le principe d'Abbe énonce qu'un instrument de mesure a une meilleure performance si la zone d'acquisition de la mesure est colinéaire avec la dimension à mesurer.Le nom de ce principe de métrologie est un hommage à l'industriel et physicien allemand Ernest Karl Abbe.

## Exemple
Un vernier de mesure ne respecte pas le principe d'Abbe car le bec de mesure est désaligné par rapport à la zone de lecture de la mesure.
Un micromètre extérieur respecte le principe d'Abbe car la zone de mesure est colinéaire avec la zone de lecture de la mesure.